# Neo 1973
Neo 1973（開発コードネーム:GTA01）とはOpenMokoプロジェクトで開発されたOpenmoko Linuxが動作するスマートフォンである。その上、Qt Extended、Debian、Androidといった他のソフトウェアプラットフォームがNeo 1973に移植されている。
Neo 1973はオープンソースハードウェアとして設計され、ハードウェアコンポーネントのほとんどがオープンソースドライバーを使用しており、CADファイルはクリエイティブ・コモンズの継承ライセンスで公開され、回路図面もOpenMokoとウィキメディア・コモンズからクリエイティブ・コモンズの表示—継承ライセンスでダウンロードできる。
デバイス名の由来は携帯電話の発明者であるマーティン・クーパーが初めて携帯電話で通話した年である1973年から来ている。発売時はNeo 1973とNeo1973と一貫していない商品名だった。
Neo 1973は2007年7月9日から2008年2月までベーシックモデルは300ドル、ハードウェア作業ができるツールキット付きが450ドルで売られていた。
発売当初は出荷の延期を余儀なくされたことや開発の困難ぶりによるサプライヤーの不足に悩まされた。
次バージョンの携帯電話であるNeo FreeRunnerの出荷が始まったのは2008年6月24日だった。